# Pokoltanya
A Pokoltanya (Hell House) az Odaát című televíziós sorozat első évadjának tizenhetedik epizódja.

## Cselekmény
Sam és Dean útja Texasba vezet, ahol állítólag néhány fiatal éjszaka egy elhagyatott házba betérve egy felakasztott lány látott.
Érkezésük után minden fiatalt kikérdeznek, többségük ugyan össze-vissza habog, egyikük fontos dolgot közöl: egy legenda szerint a 30-as években egy Mordechai Murdock nevű farmer csődbe ment, így felkötötte hat lányát, majd magával is végzett, azóta pedig éjszakánként a házában kísért szelleme. Dean és Sam ugyan az ügy nyomába erednek, időközben azonban kegyetlenül szívatják egymást: Dean vicces alvó-helyzetekben fényképezi le öccsét, illetve csípős porral keni be alsógatyáját, míg Sam bömbölő zenével felriasztja bátyját az álmából, és pillanatragasztóval egy sörösüveghez ragasztja annak kezét.
Mialatt a fivérek a házat kutatják, találkoznak egy másik kísértetvadász-párossal: Eddel és Harry-vel, akikkel összeszólalkoznak, majd végül elhagyják a házat. Dean kételkedni kezd a ház szellemében, ám még aznap éjszaka egy haláleset történik: felkötve találnak egy fiatal lányt. Elhatározzák, hogy másnap este ismét körülnéznek odabenn, ám mivel a házat rendőrök védik, kénytelenek a bokrok közt várni. Néhány pillanattal később Ed és Harry is feltűnik, így a zsaruk üldözni kezdik őket, mialatt Dean és Sam beosonnak a házba. Váratlanul azonban Mordechai szelleme tűnik fel, így kimenekülnek a házból, majd miután összeütköztek a speciális felszerelésekkel teli Edékkel, elhagyják a környéket, Edéket pedig letartóztatják.
A fivérek nem értik, miért támadt rájuk, ha csak fiatal lányokat bánt, amikor is Sam észreveszi, hogy a Mordechaival foglalkozó weboldalon frissítettek, miszerint már bárkivel végezhet. Miután a legendát kitaláló srác elmondta, hogy ezt az egészet barátaival találta ki, Deanék fejében összeáll a kép: a weboldal hatására egyre többen hisznek a tulpában, aminek hatására az valóban életre kelt. A fiúk kitalálnak Edéknek egy sztorit, hogy véletlenül se menjenek a ház közelébe, ennek ellenére este ismét összefutnak velük. Ahogyan várták, Mordechai szelleme baltával a kezében megjelenik, majd miután rájöttek, hogy pisztollyal nem tudják elpusztítani, kimenekülnek a házból, és felgyújtják az épületet.
Az ügy megoldása után Harry és Ed közli a fivérekkel, hogy meghívást kaptak egy hollywoodi filmforgatásra, ám távozásuk után Sam közli bátyjával, hogy azt a hívást ő küldte nekik…

## Természetfeletti lények

### Tulpa
A tulpák a tibeti hiedelem szellemei, melyek valójában a gondolat testi megvalósulásai.

### Mordechai Murdock tulpája
Mordechai Murdock egy 1930-as években élő farmer volt, aki hat lányával élt házában, ám mikor gazdasága tönkre ment, és már ennivalóra sem volt pénzük, felkötötte lányait, majd magával is végzett. Szelleme pedig azóta házában kísért.
Mikor néhány fiatal kitalálta, hogy egy internetes honlapot hoz létre Mordechairól, egy bizonyos jelen keresztül -mely megtalálható a kísértetházban és a weboldalon egyaránt- a szellem valóban életre kelt, méghozzá azért, mert az oldal látogatói hittek a legendában.
Mordechai szelleme végül úgy semmisülhetett meg, ha felgyújtották volt otthonát, mivel így a szellemnek nem volt hol kísértenie. És így nem kísért tovább.

## Időpontok és helyszínek
- 2006. augusztus 20. és 31. közötti 4-5 nap – Richardson, Texas

## Zenék
- Blue Öyster Cult – Fire of Unknown Origin
- Blue Öyster Cult – Burnin' for You
- Extrem Music – Slow Death
- Extreme Music – Anthem
- Rex Horbart and The Misery Boys – Point of No Return
- The Waco Brothers – Fast Train Down

## Külső hivatkozások
- Supernatural-Hell House az Internet Movie Database oldalon (angolul)